# Queen Elizabeth Forest Park
Queen Elizabeth Forest Park är en skog i Storbritannien.   Den ligger i kommunen Stirling och riksdelen Skottland, i den nordvästra delen av landet, 600 km nordväst om huvudstaden London.